# Bürgerspital (Rapperswil)

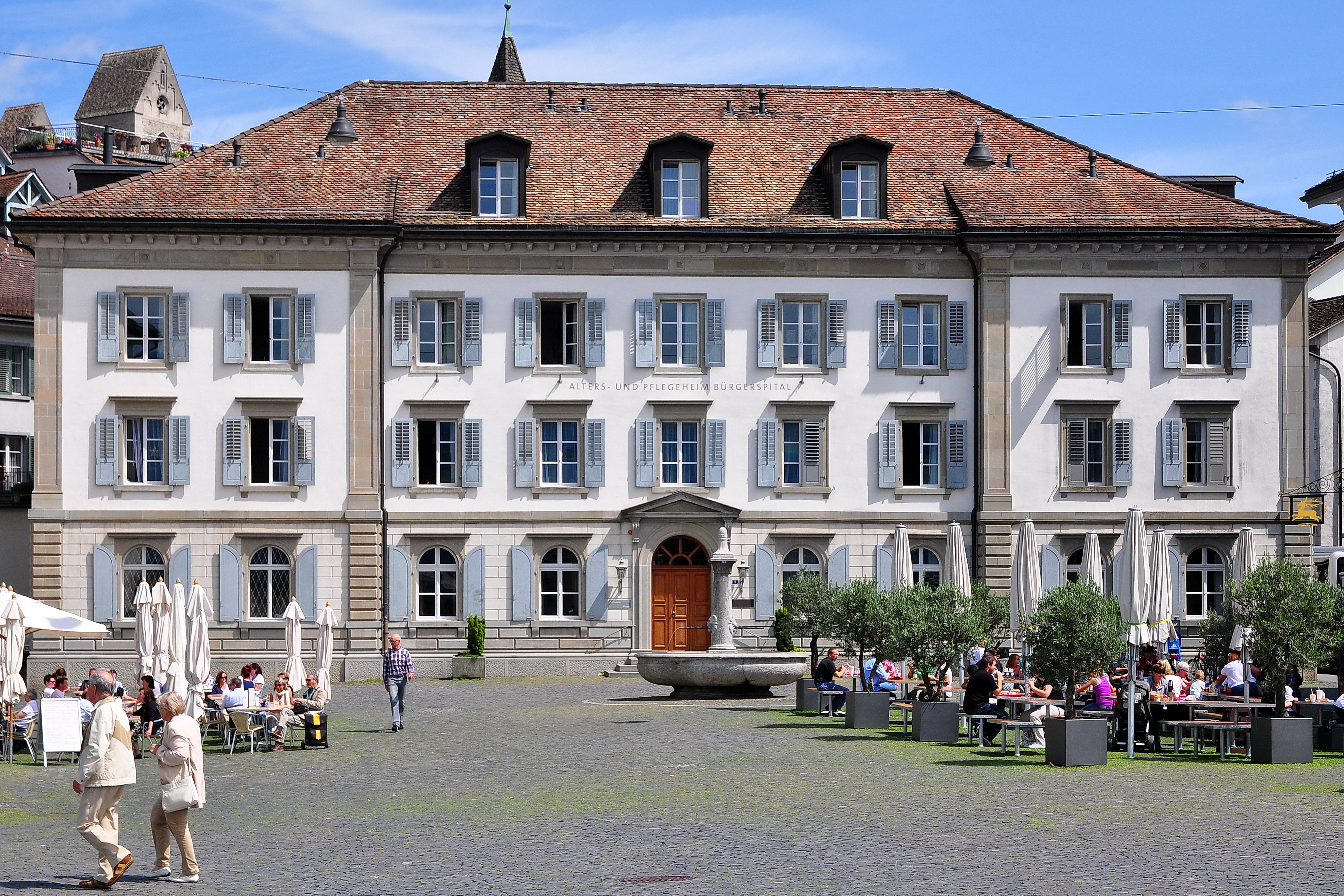
Das Bürgerspital am Fischmarktplatz in Rapperswil

Bürgerspital (offizieller Name: Alters- und Pflegeheim Bürgerspital) ist die Bezeichnung für das heutige Alters- und Pflegeheim in der Altstadt von Rapperswil, einem Ortsteil der Schweizer Gemeinde Rapperswil-Jona im Kanton St. Gallen.

## Lage
Das Gebäude liegt am Fischmarktplatz im südlichen Ende der Altstadt von Rapperswil, zwischen Burggasse, Seestrasse und Fischmarktstrasse.

## Geschichte

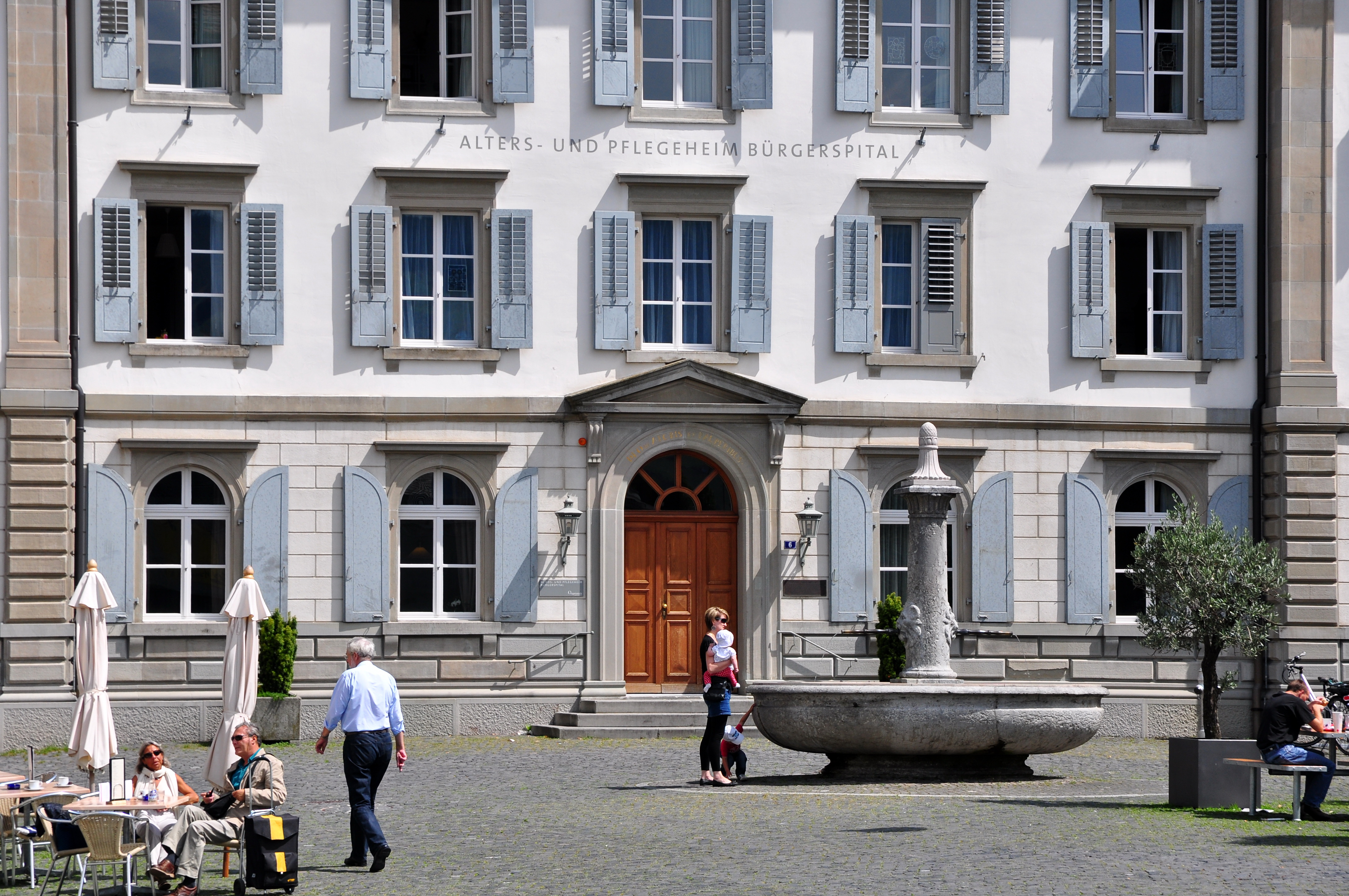
Eingangsbereich

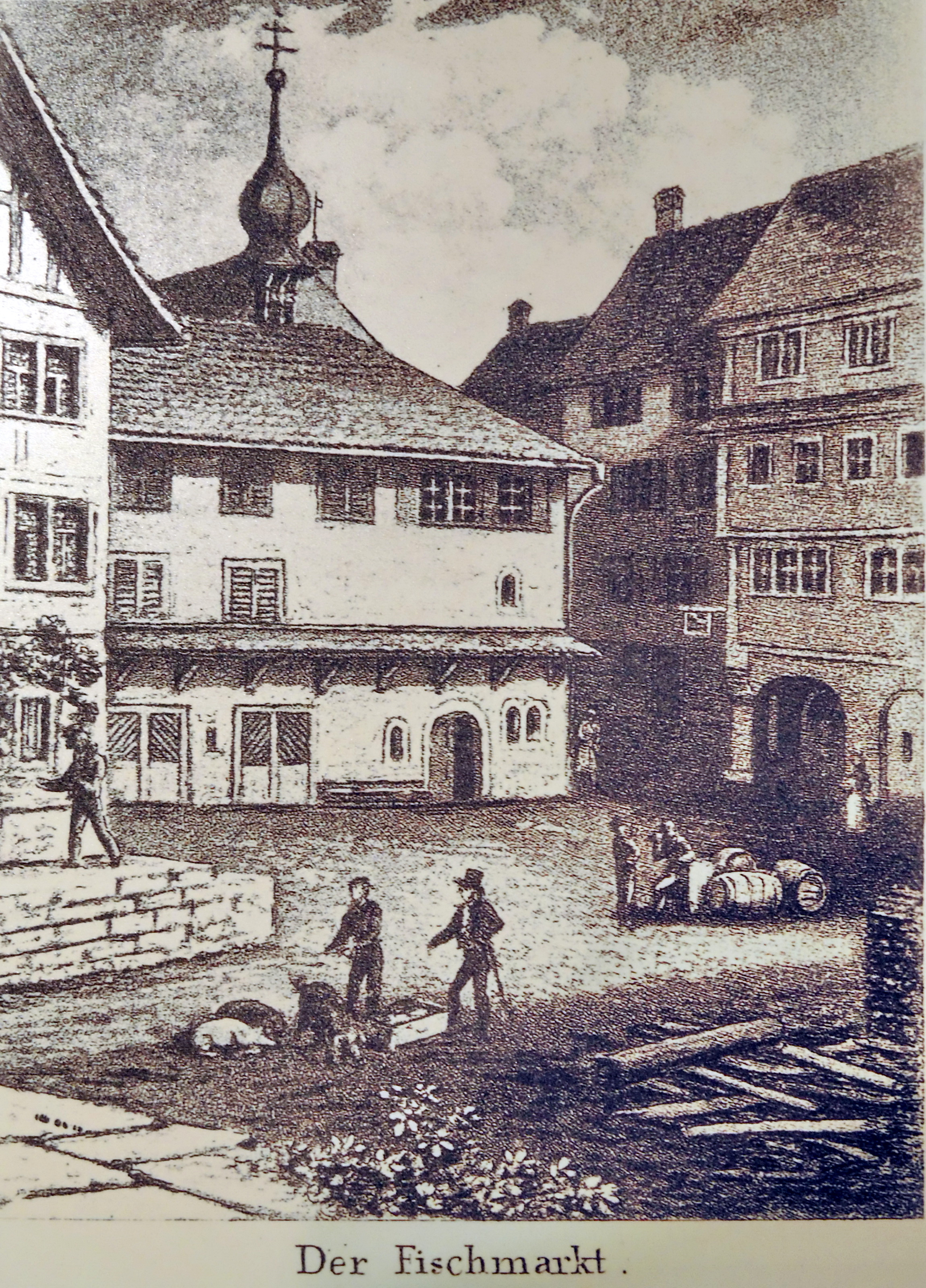
Vorgängerbau, um 1833, links das heutige Hotel Hirschen

Die Geschichte des Hospitiums der Stadt Rapperswil ist eng mit ihrer Gründung verflochten. Bereits in der ersten Hälfte des 13. Jahrhunderts liess der Graf Rudolf III von Rapperswil beim „Stadtstedi“ ein Spital als Herberge für Arme, Kranke und Pilger einrichten. Wie die zur selben Zeit entstandenen Hospitäler in Zürich, Luzern und Freiburg wurde es wahrscheinlich zur Betreuung an die Brüder des Ordens vom heiligen Geist überantwortet und „Heiliggeist-Spital“ genannt.
Die erste urkundliche Erwähnung erfolgte am 30. Dezember 1274 (tercio kal. ianuari) in einer Urkunde, in der Abt Konrad und der Konvent von Pfäfers dem Spital in Rapperswil Güter in Busskirch und Staphill verkaufen: «Raproschwil Busskilch vel hospitale, et si ad nichilum devenerit Hospital, ad Monasterium devuntur bon in hac littera contenta».
In Rapperswil erfolgte die erste urkundliche Erwähnung am 12. Mai 1276 (in die intranente maio) beziehungsweise 13. Juni 1277 und 12. August 1285, zwecks Bestätigung der Verfügung von Graf Rudolf von Rapperswil zum Einkommen des Priesters im Spital. Graf Ludwig von Homberg und seine Gemahlin Elisabeth von Rapperswil bestätigen zusammen mit dem Rapperswiler Stadtpfarrer Jakob eine Verfügung, die dieser mit Zustimmung Graf Rudolfs von Rapperswil getroffen hat.
1350 zerstörten Zürcher Truppen während der ersten Belagerung der Stadt Rapperswil das Gebäude und es brannte ab. Vier Jahre später legte Herzog Albrecht der Lahme von Österreich den Grundstein zu einem neuen Spitalgebäude.
1489 wurde das „Spital zu Rapperswil“ erstmals als „Heiliggeistspital“ erwähnt. Seit dem 16. Jahrhundert diente das Spital als städtisches Armen- und Pfrundhaus. Zur „Vermeidung grösseren Übels“ ordnete die geistige und weltliche Obrigkeit im Jahr 1521 die Wohnsitznahme der Schwestern des Wydenklösterlis im Spital Rapperswil an. Die noch bestehende Kapelle des Klosters wurde nach der Hinrichtung der letzten Oberin im Jahr 1563 abgerissen, und das Klostergut ging vermutlich in den Besitz der Stadt respektive des Heiliggeistspitals über.

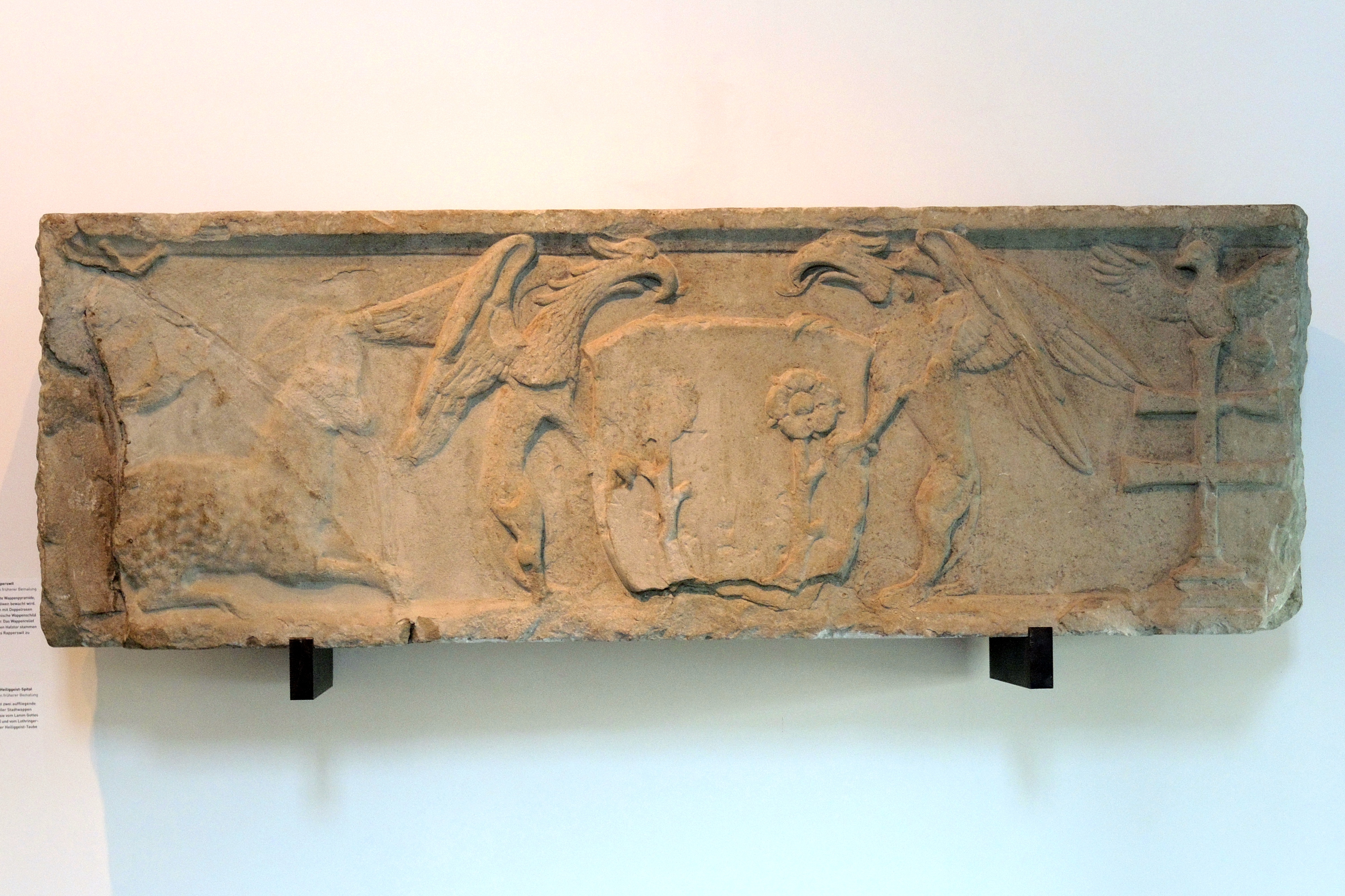
Türsturz aus Sandstein, um 1535, mit Spuren früherer Bemalung, Stadtmuseum Rapperswil-Jona

Der Kirchensatz und damit die seelsorgerische Betreuung ging im Jahr 1537 von der Pfarrkirche St. Pankratius (Bollingen) an das Spital Rapperswil; erst 1827 nahm wieder ein Pfarrer in Bollingen in Wohnsitz.
Das heutige Bürgerspital wurde 1845 durch Architekt Felix Wilhelm Kubly errichtet, nachdem durch die Aufschüttung des alten Hafens der Fischmarktplatz entstanden war.

## Brunnen am Fischmarktplatz

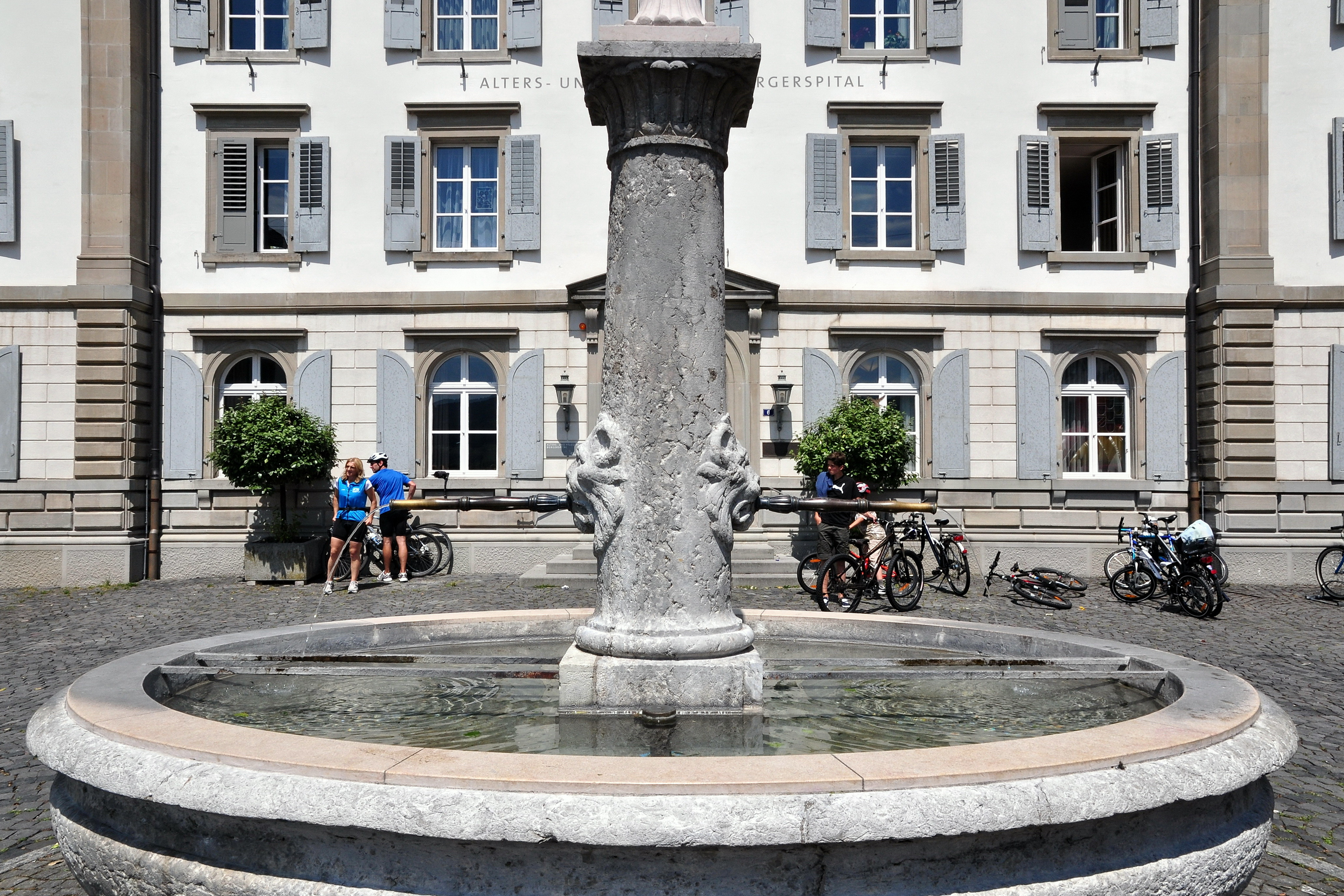
Der 1845 erstellte Brunnen

Mit der Fertigstellung des Brunnens am Fischmarktplatz wurde an der Ostseite des Gebäudes ein Ovalbecken mit toskanischem Brunnenpfeiler gesetzt, das zur Fischmarktstrasse hin einen Ausguss besitzt.

## Aufgaben
Schon seit dem 17. Jahrhundert stand das Spital vor allem den Stadtbürgern von Rapperswil offen, die sich mit einer Pfründe einen Platz zur Verbringung ihres Lebensabends erkauften, daneben nahm es wie bis anhin Arme, Kranke und Waisen auf. Ende des 19. Jahrhunderts verlagerte sich Tätigkeit des Bürgerspitals zu denjenigen eines Altersheims. Die Ortsgemeinde, in deren Besitz das Spital 1816 überging, liess das Gebäude 1988 umfassend erneuern und den Betrieb modernisieren.
Seit 2004 ist das Bürgerspital vom Kanton als Pflegeheim anerkannt. Das Alters- und Pflegeheim Bürgerspital steht nebst den Ortsbürgern allen weiteren Interessenten offen.